# Кубок наслідного принца Катару 2011
Кубок наслідного принца Катару 2011 — 17-й розіграш турніру. Матчі відбулися з 24 по 29 квітня 2011 року між чотирма найсильнішими командами Катару сезону 2010—11. Титул переможця змагання виборов клуб Аль-Гарафа, котрий з рахунком 2:0 переміг у фіналі Аль-Арабі.
| Володар Кубка наслідного принца Катару 2011 |
| ------------------------------------------- |
|                                             |
| Аль-Гарафа Третій титул                     |

## Формат
У турнірі взяли чотири найуспішніші команди Чемпіонату Катару 2010-11.
- Чемпіон — «Лехвія»
- Віце-чемпіон — «Аль-Гарафа»
- Бронзовий призер — «Ар-Райян»
- 4 місце — «Аль-Арабі»

## Півфінали
| 24 квітня 2011 18:45 (EEST) |

| Лехвія | 0:1      | Аль-Арабі  |
| ------ | -------- | ---------- |
|        | Протокол | Каборе 50' |

| Сухаїм бін Хамад, Доха |

| 25 квітня 2011 18:45 (EEST) |

| Аль-Гарафа                                            | 1:1      | Ар-Райян                                                 |
| ----------------------------------------------------- | -------- | -------------------------------------------------------- |
| Жуніньйо 77'                                          | Протокол | Ісмаїл 94'                                               |
|                                                       | Пенальті |                                                          |
| Жуніньйо · Діане · Ель-Ассас · Абдулрахман · Аль-Заїн | 5:4      | Мосіс Мора · Юніс Алі · Фабіо Сезар · Аль-Маррі · Ітамар |

| Сухаїм бін Хамад, Доха Глядачів: 8 979 |

## Фінал
| 29 квітня 2011 18:45 (EEST) |

| Аль-Арабі | 0:2      | Аль-Гарафа                |
| --------- | -------- | ------------------------- |
|           | Протокол | Аль-Заїн 34' Жуніньйо 76' |

| Сухаїм бін Хамад, Доха Глядачів: 23 000 Арбітр: Баньяр Аль-Досарі |